# Карманаша
Карманаша (Karmanasha, від хінді karma — «карма» і nasha — «знищення») або Курманаза — відносно невелика річка в Індії. Річка починаться на межі штатів Уттар-Прадеш і Біхар, протікає через Джаркханд і впадає до Гангу біля міста Буксар в штаті Біхар.
| Індія | Це незавершена стаття з географії Індії. Ви можете допомогти проєкту, виправивши або дописавши її. |